# Hawker Hart
Hawker Hart var en landbaserad dubbeldäckad störtbombare.
Konstruktören Sydney Camm konstruerade flygplanet efter specifikationskrav från brittiska flygvapnet som önskade ett lätt bombflygplan. Prototypen flög redan i juni 1928. Flygplanskroppen bestod av en skelettkonstruktion i stål- och aluminiumrör som sedan dukbekläddes. Många närbesläktade flygplan tillverkades av Hawker och en variant var Hawker Osprey, som Sverige köpt till flygplanskryssaren HMS Gotland.
Med Hart lyckades Hawker få en stor exportframgång. Flygplanet exporterades eller licenstillverkades för flygvapen i Australien, Egypten, Indien, Irak, Sydafrika, Estland, Rhodesia, Sverige och Jugoslavien.
Totalt tillverkades i alla varianter över 900 Hawker Hart. Aktiv tid för fronttjänst i Royal Air Force var 1930–1935, men typen användes fram till 1943 som sambands- och träningsflygplan.

## Varianter i tillverkningsföljd
- Hart - grundmodell lätt bombflygplan, se vidare B 4.
- Audax - togs fram för samverkan med marktrupp och var försedd med krok för att fånga upp en orderväska spänd mellan två stolpar.
- India - tropisk variant baserad på Audax framtagen för Indien.
- Singapore - tropisk variant baserad på Audax framtagen för Singapore.
- Special - tropisk ökenutrustad variant baserad på Audax.
- Trainer - skolflygplan tillverkat av Vickers baserat på Hart.
- Hartebeest - en Audax modifierad till lätt bombflygplan för Sydafrika.
- Demon - en jaktvariant av Hart som togs fram i avvaktan på att Fury skulle bli klar.
- Fury - pontonflygplan baserat på Hart avsett som jaktflygplan.
- Hardy - utvecklad som jakt- och spaningsvariant, tropikutrustad för tjänst i Mellersta Östern.
- Hind - pontonflygplan framtaget som ersättare för Hart.
- Hector - framtaget för armésamverkan.
- Osprey - pontonflygplan med hopfällbara vingar för fartygsbasering, se vidare S 9.

## Användning i Sverige
Mellan åren 1934 och 1947 ingick Hawker Hart i svenska flygvapnet och benämndes B 4. B 4 var ett landbaserat biplan som användes för bland annat störtbombning.
År 1932 demonstrationsflögs en Hawker Hart på F 5 Ljungbyhed. Flygvapnet beställde i december samma år fyra flygplan för ytterligare prov, varav ett var försett med flottörer, samt rättigheter för licenstillverkning för 2 000 pund. Av de 4 flygplanen fick man bara 3. Den fjärde användes troligtvis som prototyp till S 9 Hawker Osprey. De tre resterande flygplanen flögs hem från England 18–19 maj 1933. Tanken var att ersätta spaningsflygplanet S 6 Fokker C.V-E, varför flygplanet tilldelades beteckningen S 7. 1933 påbörjades också licenstillverkningen av 9 Hartplan med beteckningen S 7 som skulle tillverkas av CFM. Flygproven sommaren 1934 visade att flygplanet också var lämpligt för störtbombning. Man gjorde ca 700 lodräta dykningar mot fasta och bogserade mål. Dykhastigheten var cirka 400 km/tim. Påfrestningarna på flygplanet vid upptagningarna under dykning var stora. Många metalldelar i planets kropp böjdes och piloter fick ofta Tunnelseende eller svimmade. Det första störtbombförsöket blev nästan ett haveri när den fällda bomben slog sönder flygplanets propeller. Man löste problemet genom att montera bomberna längre ut på vingarna. Efter detta var resultaten goda nog att man bestämde sig för att göra om alla S 7 till störtbombare samt 1934 utöka beställningen till CFM med ytterligare en division, det vill säga tolv flygplan. Eftersom Hawker Hart inte var designad för påfrestningarna under störtbombning så gjordes små modifikationer på de licenstillverkade flygplanen för att klara störtbombuppgiften samt utvecklade nya flygtekniker för att minimera påfrestningarna.
1935 beställdes ytterligare 15 licenstillverkade flygplan från ASJA och Götaverken för att under 1936 utökas med en beställning av ytterligare tre hela flygplan samt tre reservdelsplan utan motorer. 
Centrala Flygverkstaden Malmslätt (CFM) levererade sina flygplan mellan juli 1936 och maj 1939, medan ASJA och Götaverken slutlevererade sina plan i maj 1938. I april 1937 fick de tre från England importerade planen ny beteckning B 4, vilket stämde bättre med flygplanets taktiska användning, medan de licenstillverkade flygplanen benämndes B 4A.

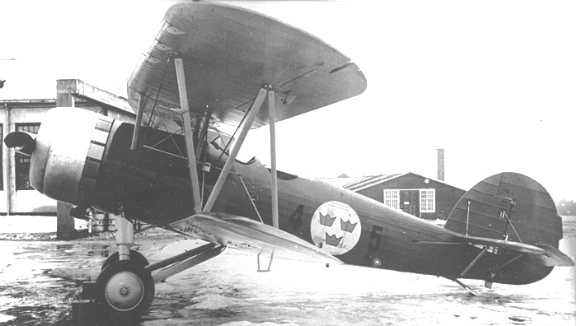
B 4B försedd med starkare Bristol Perseus XI motor och ny motorkåpa.

År 1935 testades även ett av originalflygplanen S 7 under en tid med flottörer. Under denna tid fick flygplanet beteckningen S 7H. Den 25 september 1936 byggdes en B 4A under beteckningen S 7A. Den fjärde november lånades den ut till CVM Fc för att testas med ett nytt landningsställ typ ”Faudi”. Den nittonde december havererade den vid Malmen på grund av mjuk mark men reparerades. Dock totalhavererade den under en nödlandning den sextonde juni 1941. Besättningen klarade sig med lite blåmärken. 1938–1941 testade man starkare Bristol Perseus XI-motorer på 775 hk i två stycken B 4A. Dessa flygplan fick beteckningen B 4B. De hade ny modern motorkåpa. 

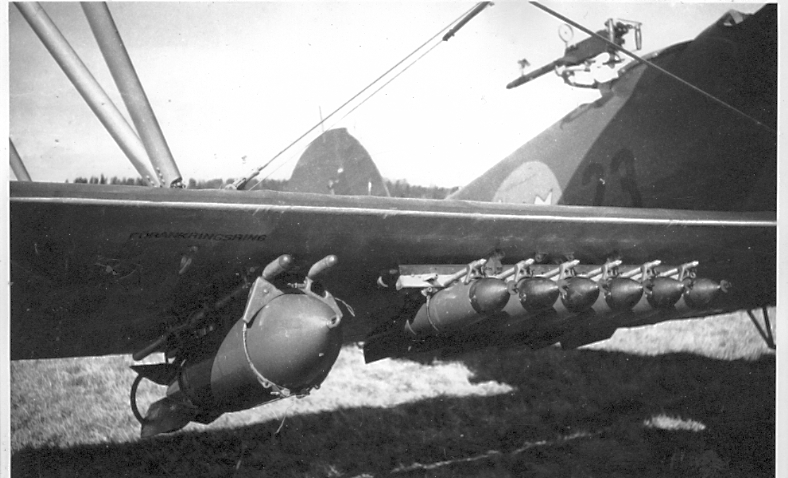
B 4A. Här laddad med sin tyngsta uppsättning bomber, 224 kg. Uppsättningen består av 2 stycken 50kg bomber och 12 stycken 12kg bomber.

Den 30 november 1939 bryter Finska vinterkriget ut och 30 december beslutar svenska regeringen att ställa 4 stycken B 4A från F 4 Frösön till den nyuppsatta så kallade frivilligflottiljen F 19 Finlands förfogande. Flygplanet kunde vinterutrustas med skidställ vilket användes flitigt under tjänst i Finland. Vid den första insatsen 12 januari 1940 förlorades tre av de fyra B 4A som skickats. En B 4A sköts ned av sovjetiskt flyg och två totalförstördes under en kollision. Den sextonde februari tillkom ytterligare en B 4A som då överfördes från F 4. Den omoderna B 4:an visade sig olämplig att använda dagtid på grund av sin låga fart och man gick istället över till bombning nattetid, vilket visade sig vara lyckat. B 4:ans effektivitet begränsades också mycket på grund av dess låga bombkapacitet. Vid vapenstilleståndet den 12 mars 1940 överfördes de två kvarvarande B 4A till F 6.
Runt 1940 ansåg man att B 4 var helt föråldrad och från 1941 började B 4 att användas mer och mer för måldragning, målgång och sambandsflygning. I oktober 1942 slutade man att använda B 4 som bombplan men först den 18 februari 1947 kasserades de sista B 4:orna på grund av ålder. Totalt hade Flygvapnet 45 stycken B 4 av samtliga versioner. 

### Varianter i Sverige

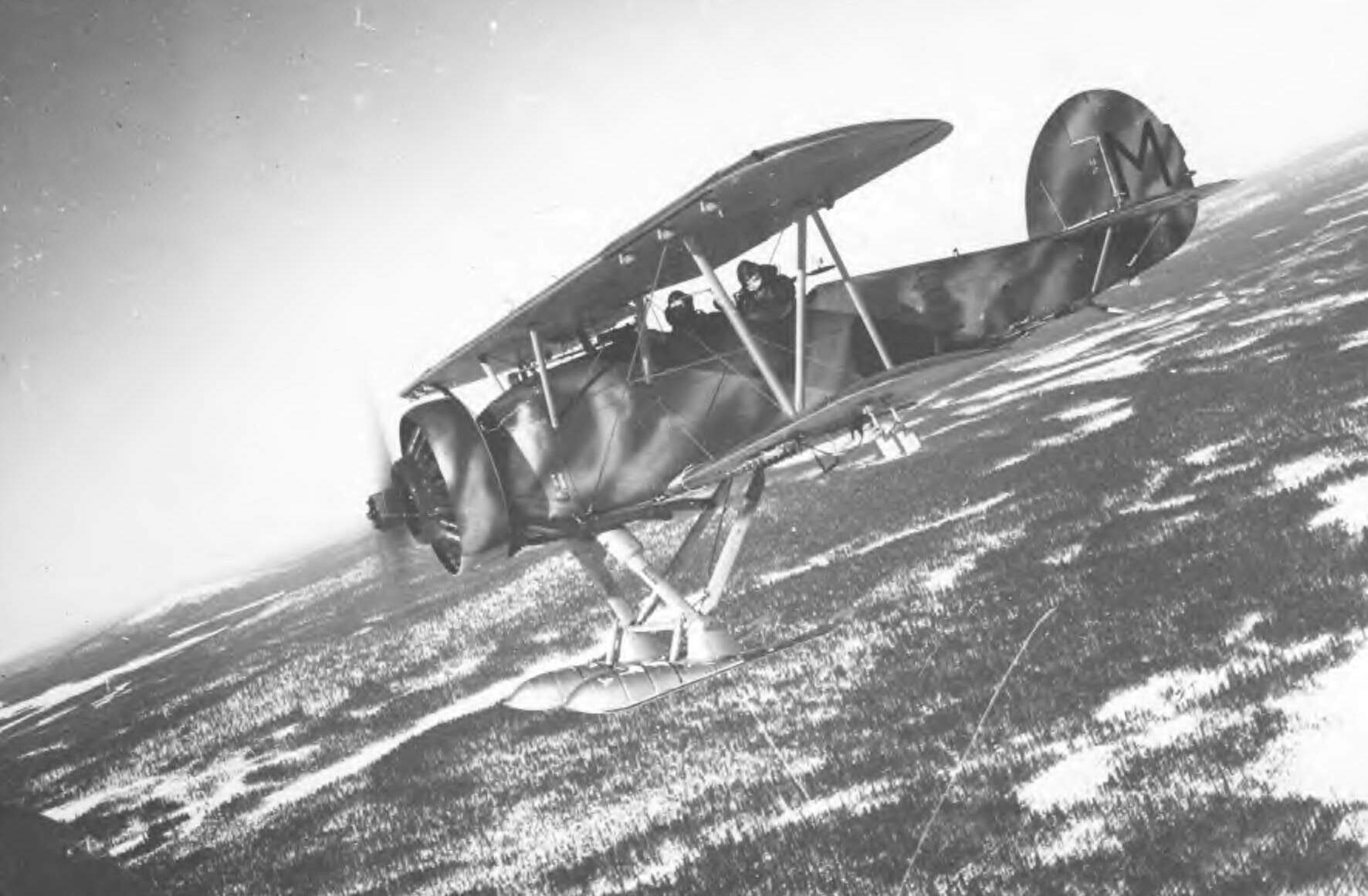
B4 utrustad med skidställ. Fotografiet är taget när planet var i tjänst med Svenska frivilligflottiljen i Finland.

- B4 utrustad med skidställ. Fotografiet är taget när planet var i tjänst med Svenska frivilligflottiljen i Finland.B 4: 3st: byggda i Storbritannien med Bristol Pegasus-motor
- B 4A: 42st: byggda i Sverige med Nohab Pegasus motor
- B 4B: 2st: ombyggda B 4A med starkare Bristol Perseus-motor och ny motorkåpa
- S 7: 3st, byggda i Storbritannien med Bristol Pegasus motorer för spaning, blev sedan B 4
- S 7A: 1st, en B 4A som byggdes utan bombfästen för test av ett nytt landningsställ av typ Faudi, blev senare ombyggd till B 4A.
- S 7H: 1st, en av dem 3 originella S 7 planen testades med flottörer och fick beteckningen S 7H under tiden

### B 4 på förband
| År >    | 36 | 37 | 38 | 39 | 40 | 41 | 42 | 43 | 44 | 45 | 46 | 47 |
| Förband | 36 | 37 | 38 | 39 | 40 | 41 | 42 | 43 | 44 | 45 | 46 | 47 |
| ------- | -- | -- | -- | -- | -- | -- | -- | -- | -- | -- | -- | -- |
| SFA     | -  | -  | 3  | -  | -  | -  | -  | -  | -  | -  | -  | -  |
| F1      | 8  | 24 | 1  | -  | -  | 2  | 2  | 3  | 2  | 2  | 2  | 2  |
| F4      | -  | -  | 33 | 38 | 10 | 2  | 2  | 2  | 2  | 2  | -  | -  |
| F6      | -  | -  | -  | -  | 23 | 14 | 2  | 2  | 2  | 1  | 1  | -  |
| F7      | -  | -  | -  | -  | -  | 5  | 9  | 5  | 3  | 3  | 3  | 3  |
| F8      | -  | -  | -  | 4  | 3  | 3  | 2  | 2  | 2  | 1  | 1  | 1  |
| F9      | -  | -  | -  | -  | -  | 2  | 4  | 3  | 3  | 1  | 1  | 1  |
| F10     | -  | -  | -  | -  | -  | 1  | 3  | 3  | 2  | 1  | 1  | 1  |
| F11     | -  | -  | -  | -  | -  | -  | 2  | 2  | 2  | 1  | -  | -  |
| F12     | -  | -  | -  | -  | -  | -  | 2  | 2  | 1  | -  | -  | -  |
| F17     | -  | -  | -  | -  | -  | -  | -  | -  | -  | -  | 2  | 1  |
| F21     | -  | -  | -  | -  | -  | -  | -  | 2  | 2  | 1  | -  | -  |

### Webbkällor
- SVENSK FLYGPLANSHISTORIK B 4 - Hawker Hart (S 7)
- Flygvapenmuseet, Malmslätt - 18 juli 2017
- Flygvapenmuseum - B 4
- forum.flyghistoria S 7A
- forum.flyghistoria B 4B
- forum.flyghistoria B 4B